# Келси, Фрэнсис
Фрэнсис Кэтлин Олдхэм Келси (англ. Frances Kathleen Oldham Kelsey; 24 июля 1914, Коббл Хилл, Канада — 7 августа 2015, Лондон (Канада)) — доктор философии, доктор медицины, фармаколог. Наиболее известна как работник Управления по контролю качества пищевых продуктов и лекарственных средств США. В 1960 — 1961 годах отказывалась лицензировать выпуск препарата талидомид в Соединённых Штатах из-за сомнений в его безвредности. Отказ оказался оправданным, когда было доказано, что употребление талидомида вызывает серьёзные пороки развития у новорождённых. Также карьера Келси тесно связана с принятием законов по укреплению надзора FDA за лекарственными средствами.

## Рождение и образование
Родилась в Коббл Хилле на острове Ванкувер. Окончив школу, она поступила в колледж в Виктории, столице Британской Колумбии, а после — в Университет Макгилла для изучения фармакологии. В 1934 году получила степени бакалавра, а в 1937 году — магистра и, по настоянию своего профессора, отправила письмо с просьбой о написании дипломной работы доктору Ю.M.K. Геиллингу — известному исследователю, который занимался в то время организацией отдела фармакологии в Чикагском университете. Первоначально Геиллинг предполагал, что Фрэнсис была мужчиной, однако она была утверждена до уточнения её пола и приступила к работе в 1936 году.

## Ранняя карьера и замужество
После получения степени присоединилась к Чикагскому университету. В 1942 году, как и многие другие фармакологи того времени, участвовала в поисках синтетического лекарства от малярии. В результате этих исследований Келси узнала, что некоторые лекарства способны проходить через плацентарный барьер.
В университете она встретила доктора Фремонта Эллиса Келси, за которого вышла замуж в 1943 году. В 1950 году Фрэнсис получила степень доктора медицины после чего в течение двух лет совмещала преподавание в университете с работой в качестве редакционной сотрудницы в журнале Американской медицинской ассоциации. В 1954 году она устраивается на работу в Университет Южной Дакоты, где занимается преподаванием фармакологии и рецензированием научных статей.

## Работа вFDAи талидомид

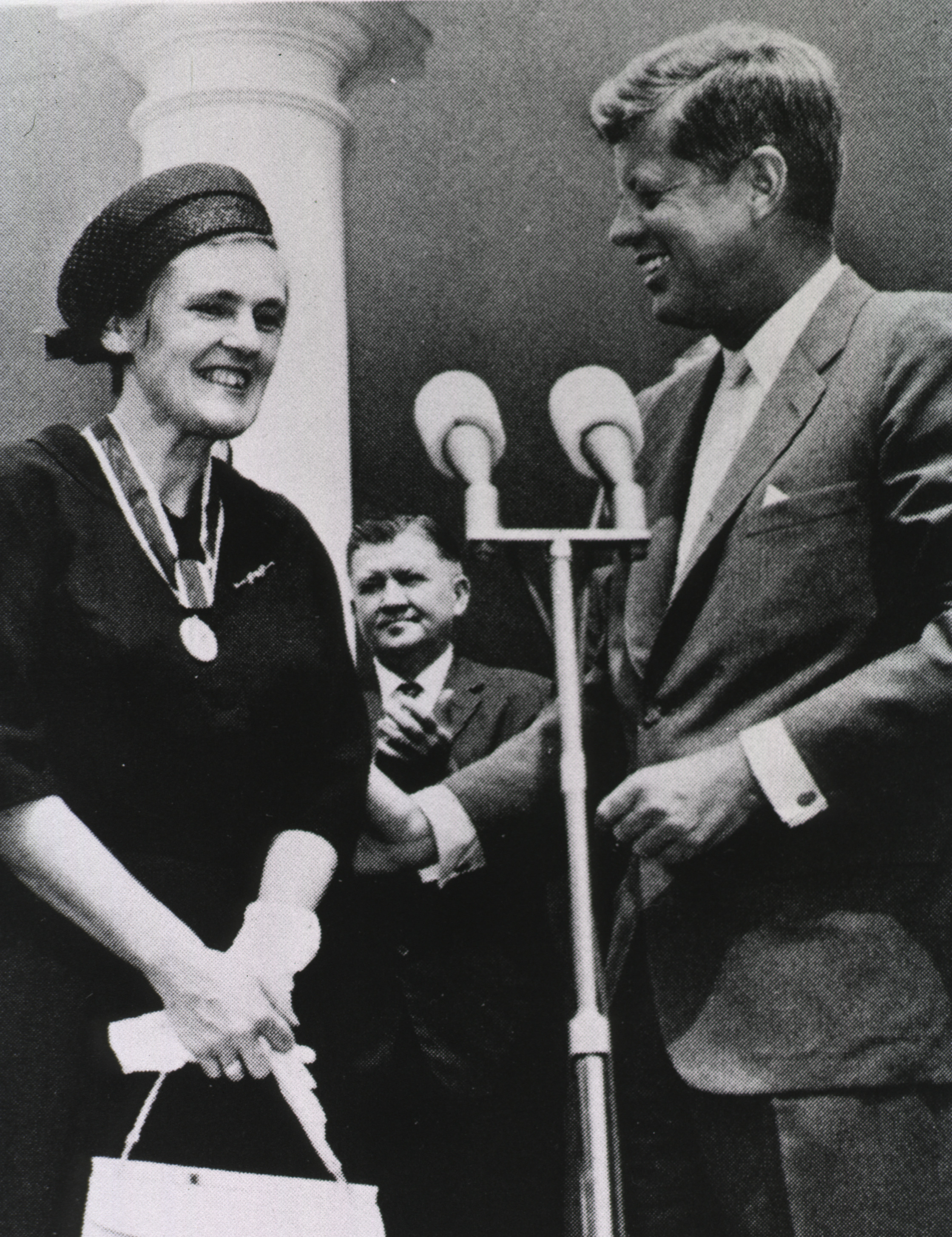
1962: Фрэнсис Олдхэм Келси получает награду от президента

В 1960 году Келси была нанята Управлением по контролю качества пищевых продуктов и лекарственных средств, располагающимся в Вашингтоне, округ Колумбия. В то время она «была одной из семи занятых полностью и четырёх занятых частично молодых врачей, занимавшихся рассмотрением лекарственных препаратов» для управления. Одним из первых её заданий была заявка на разрешение продажи в США препарата талидомид (под торговой маркой Кевадон), поданная фармацевтической компанией Richardson-Merrell. Препарат позиционировался в качестве транквилизатора и болеутоляющего средства с показанием назначать препарат беременным женщинам при утреннем недомогании. Несмотря на то, что он уже был одобрен в Канаде и более чем в 20 европейских и африканских странах, Келси была обеспокоена некоторыми данными, свидетельствующими об опасных побочных эффектах у больных, принимавших препарат повторно. Испытывая серьёзное давление со стороны компании, она оттягивала одобрение препарата и просила проведения дальнейших клинических исследований для выявления вероятных побочных эффектов, в результате чего талидомид не поступил на рынок США. В ноябре 1961 года начали появляться сообщения из Германии и Соединённого Королевства, что матери, которые принимали талидомид во время беременности в настоящее время имеют детей с тяжёлыми врождёнными дефектами.
За блокирование распространения талидомида в США президент Джон Ф. Кеннеди наградил Келси премией за Выдающуюся Гражданскую службу, таким образом, она стала второй женщиной, получившей эту награду.

## Дальнейшая жизнь
Келси исполнилось 100 лет в июле 2014 года. Вскоре после этого, осенью 2014 года, она переехала из Вашингтона, округ Колумбия, чтобы жить со своей дочерью в Канаде. Келси скончалась в Лондоне, провинция Онтарио, 7 августа 2015 года в возрасте 101 года, меньше, чем через 24 часа после того, как лейтенант-губернатор Онтарио Элизабет Даудезуэлл посетила её дом, чтобы вручить Келси символ почётного члена Ордена Канады за её роль в отношении талидомида.

## Награды
- 1962 год − Премия за Выдающуюся Гражданскую службу[7].
- 1963 год − «Золотой ключ» от ассоциации выпускников факультета медицинских и биологических наук[англ.] Чикагского университета[11].
- 2000 год − Введение в Национальный зал славы женщин[8].
- 2001 год − Названа «Виртуальным наставником» для Американской медицинской ассоциации[12].
- 2006 год − «Награда Праматери» от Национального исследовательского центра по проблемам женщин и семьи[англ.][13].
- 2010 год − «Премия Келси» от Управления по контролю качества пищевых продуктов и лекарственных средств[14]. Фрэнсис Олдхэм Келси получила первую премию своего имени, ежегодно вручаемую одному из сотрудников управления[15].
- В её честь назван астероид 6260 Kelsey[англ.][16].
- 2012 год — Почётное звание доктора наук от Vancouver Island University[17].
- 2015 год — Почётный член Ордена Канады[18].